# Persea longipes
Persea longipes är en lagerväxtart som beskrevs av Carl Daniel Friedrich Meisner. Persea longipes ingår i släktet avokador, och familjen lagerväxter. Inga underarter finns listade i Catalogue of Life.